# SunWatch Indian Village
Koordinaten: 39° 42′ 51,8″ N, 84° 14′ 13,3″ W
SunWatch Indian Village oder vollständig SunWatch Indian Village/Archaeological Park ist ein wieder aufgebautes Dorf am Great Miami River in Dayton im US-Bundesstaat Ohio aus der Zeit um 1300. Es wird der Anderson phase innerhalb der Fort-Ancient-Kultur zugeordnet, seine Fundnummer ist 33 My 127.

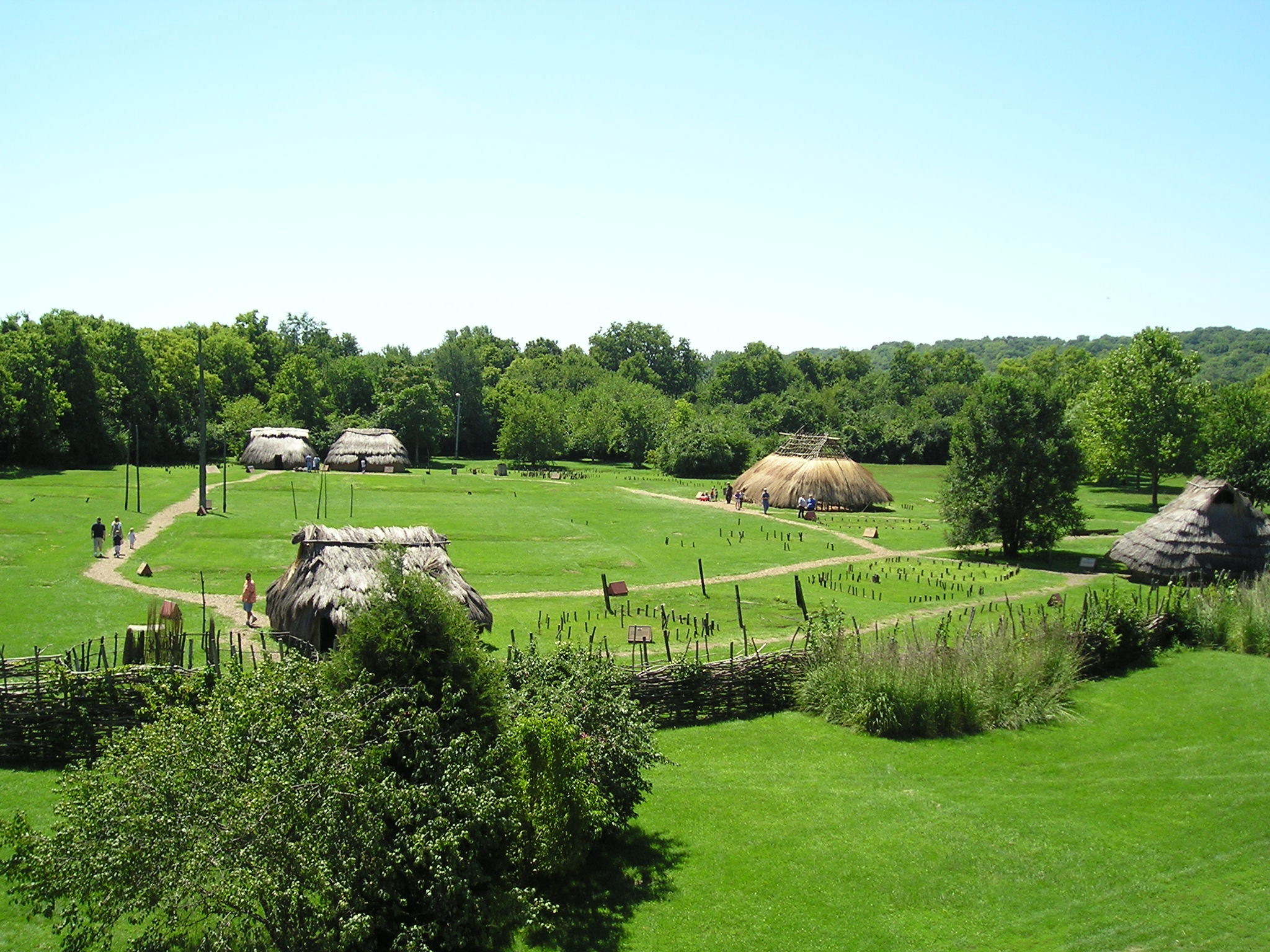
Überblick über einige der rekonstruierten Häuser

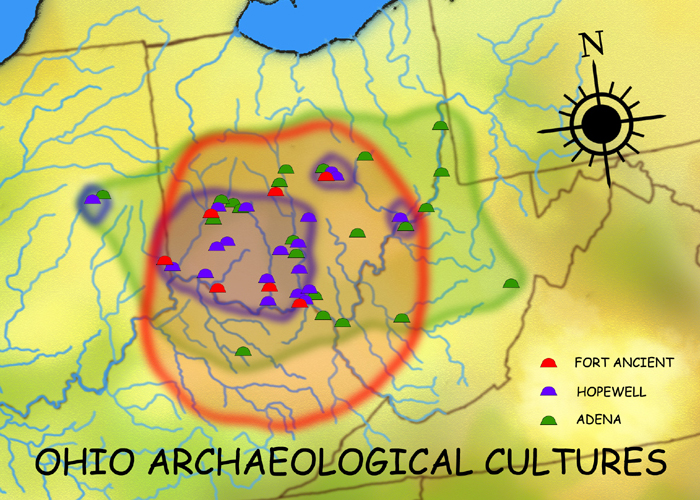
Räumliche Zuordnung der drei Kulturen Fort Ancient, Hopewell und Adena

## Von den ersten Untersuchungen bis zur Eröffnung des Parks, Forschungsstätte
Schon in den 1960er Jahren hatten die Amateurarchäologen John Allman und Charles Smith erste Artefakte entdeckt und Ausgrabungen begonnen. Als dort ein Bauprojekt begonnen werden sollte, kontaktierten die beiden James Heilman, den Kurator für Anthropologie am seinerzeit noch Dayton Museum of Natural History genannten Institut, denn die indianische Geschichte wurde bis vor wenigen Jahrzehnten eher von der Naturgeschichte behandelt. 1971 begann eine Notgrabung. Bei der Grabung stellte sich heraus, dass das Dorf etwa zwei Jahrzehnte lang bewohnt gewesen war und rund 3 Acre umfasste. Die Grabungen dauerten bis 1988 an der zu dieser Zeit noch Incinerator Site genannten Stätte. Eine Gruppe von Holzpfosten, die im Zentrum des Dorfes gefunden worden war, wurde als Mittel für astronomische Messungen gedeutet. Demnach hätten die Angehörigen der Fort-Ancient-Kultur einen Sonnenkalender besessen.
Im April 1975 wurde die Fundstätte in das National Register of Historic Places eingetragen, das nationale Register historischer Stätten. Da hier maßgebliche Erkenntnisse über die Fort-Ancient-Kultur gewonnen wurden, wurde die Stätte zudem im Juni 1990 bereits unter dem Namen Sunwatch Site als National Historic Landmark anerkannt.
Am 29. Juli 1988 wurde die Stätte der Öffentlichkeit zugänglich gemacht. Experimentelle Archäologie und ein interpretive center dienen der Erforschung und der Darbietung der Resultate. Das Zentrum wurde stark vergrößert und konnte 2006 wieder eröffnet werden. Es entstanden ein Garten und bepflanzte Prärie, wie sie im 13. Jahrhundert bestand, dazu fünf Häuser. 

### Geschichte des Dorfes
Die Geschichte des Dorfes wird üblicherweise in drei Phasen eingeteilt. In der frühen Phase wurde das Dorf nur im Nord- und im Südteil des späteren Dorfes bewohnt, und überwiegend im Frühjahr und im Sommer. Zu dieser Zeit war einer der beiden mittleren Pfosten in Gebrauch, außerdem waren die Häuser im Norden paarweise errichtet, im Gegensatz zu den verstreuten Bauten im Süden. Hinzu kam ein einzelnes großes Haus im Westen, das allerdings möglicherweise zu dieser Zeit noch etwas kleiner war. Eine innere Palisade umgab diese Häuser. 
In der zweiten Phase konzentrieren sich die Artefakte im Westen und Norden, so dass man annimmt, dass die Gründerfamilien im Süden gelebt hatten, eine Art bevorrechteter Familien hingegen erst später im Westen lebte. 
Erst in der dritten Phase tauchte ein nach dem Vorbild der Mississippi-Kultur errichtetes Haus auf, das Wall und Graben aufwies. Das Haus ist ein Red Cedar House, wurde also aus dem Holz des Riesen-Lebensbaums errichtet, was als Anzeichen für eine Hierarchisierung gilt. Die äußere Palisade umgab all diese Häuser. Neben dem Haus weist auch die Art der Begräbnisse auf Einflüsse der Mississippi-Kultur hin, sowie die dort typische Nähe der Häuser mit größtem Prestige zum zentralen Kultplatz, also den Pfählen, die wohl der Sonnenbeobachtung dienten. Die drei Regionen unterschiedlicher Bebauung stehen in größerem Abstand voneinander, während die als soziale Gruppen, wohl Familien in einem weiteren Sinne zu deutenden Gruppen näher beieinander wohnten. Nur ein einzelnes Haus im Südwesten scheint ähnlich enge Beziehungen sowohl zu den Häusern im Westen als auch zu denen im Süden unterhalten zu haben. Es handelt sich vermutlich um das älteste Haus, möglicherweise das der Dorfgründer. Anscheinend wuchs das Dorf durch eigenen Nachwuchs, aber auch durch Zuzug. 
Vielfach wurde angenommen, dass die Fort-Ancient-Kultur keine Ranghierarchie kannte, wie sie in der Mississippi-Kultur prägnant hervortritt. Doch auch innerhalb dieser Kultur bestanden hierarchische Unterschiede, die sich nur weniger deutlich manifestierten und auf kleinere, weniger von Monumentalbauten geprägte Dörfer heruntergebrochen werden müssen. Der Gebrauch von Muscheln bei der Tonverarbeitung und negativ gezeichnete Designs zeigen den Einfluss der Mississippi-Kultur. Mutmaßungen etwa von Robert Cook gehen dahin, dass eine südliche Gruppe zugewandert ist und nicht nur kulturellen Einfluss mitbrachte, sondern sich auch bald zum Führer des Dorfes aufschwang, das zu dieser Zeit aus 27 Hütten bestand. Dies gelang möglicherweise dadurch, dass diese Gruppe als einzige in der Lage war, über ein Fernhandelsnetz an begehrte Güter zu gelangen, die wiederum nur vom Mississippi kommen konnten. Dabei hätte die neue Gruppe den ausgeprägten Ritualismus, der sich von den Städten des Südens in die Dörfer ausbreitete, mitgebracht, der sich vor allem um Fruchtbarkeit drehte. 
Da die Chronologie dieser Region Ohios in der Späten Waldlandperiode noch recht unklar ist, und daher die Bewegungen zwischen den Siedlungen schwer zu deuten sind, ebenso wie die Frage der kulturellen Ausstrahlung, stellt die Fundstätte eine Besonderheit dar, und ein Modell für die Deutung anderer Fort-Ancient-Fundstätten. Dennoch kann 2011 keine Grabung durchgeführt werden.